# H-alfa
H-alfa (ang. Hydrogen-alpha, Hα) – lina spektralna o czerwonej barwie, o długości fali 656,28 nm, jest pierwszą linią serii Balmera wodoru.
Linia powstaje gdy elektron w atomie wodoru spada z trzeciego na drugi poziom energii. Światło H-alfa jest istotne dla astronomów, ponieważ jest ono emitowane przez wiele mgławic emisyjnych i można je wykorzystać w celu obserwacji atmosfery Słońca, a także protuberancji.
H-alfa jest w czerwonej części widma przez co jest łatwa w rejestracji, jej intensywność jest łatwym sposobem na prześledzenie zawartości zjonizowanego wodoru w obłokach gazowych. Elektron na 3 poziomie energetycznym może znaleźć się bezpośrednio przez wzbudzenie atomu z poziomu podstawowego, albo w wyniku rekombinacji jonu. Szansa zajścia pierwszego zdarzenia jest znacznie mniejsza niż drugiego. W rekombinacji wodoru elektrony mogą zająć  dowolny początkowy poziom energii, po czym stopniowo „przeskakują” do stanu początkowego (n = 1), emitując fotony przy każdym przejściu. Średnio w połowie przypadków następuje przejście z n = 3 do n = 2, wówczas atom wyemituje wiązkę światła H-alfa. Zatem linia H-alfa występuje podczas procesu jonizowania wodoru.
Linia H-alfa nasyca się relatywnie łatwo, ponieważ wodór jest podstawowym składnikiem mgławic, więc może on określać kształt i wymiary chmury, nie można go jednak użyć jako precyzyjnego wskaźnika jej masy. Zamiast wodoru, do oszacowania masy chmury używane są zazwyczaj molekuły takich związków, jak np. dwutlenek węgla, tlenek węgla, formaldehyd, amoniak lub Acetonitryl.

Cztery widoczne emisyjne linie widmowe wodoru w serii Balmera. Czerwona linia po prawej stronie jest linią H-alfa.

## Filtr

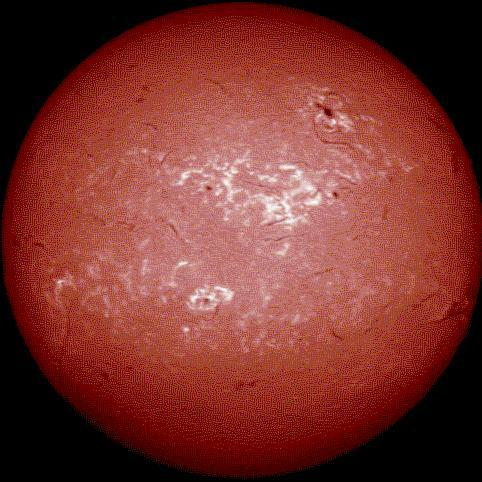
Słońce obserwowane przez teleskop wyposażony w filtr H-alfa

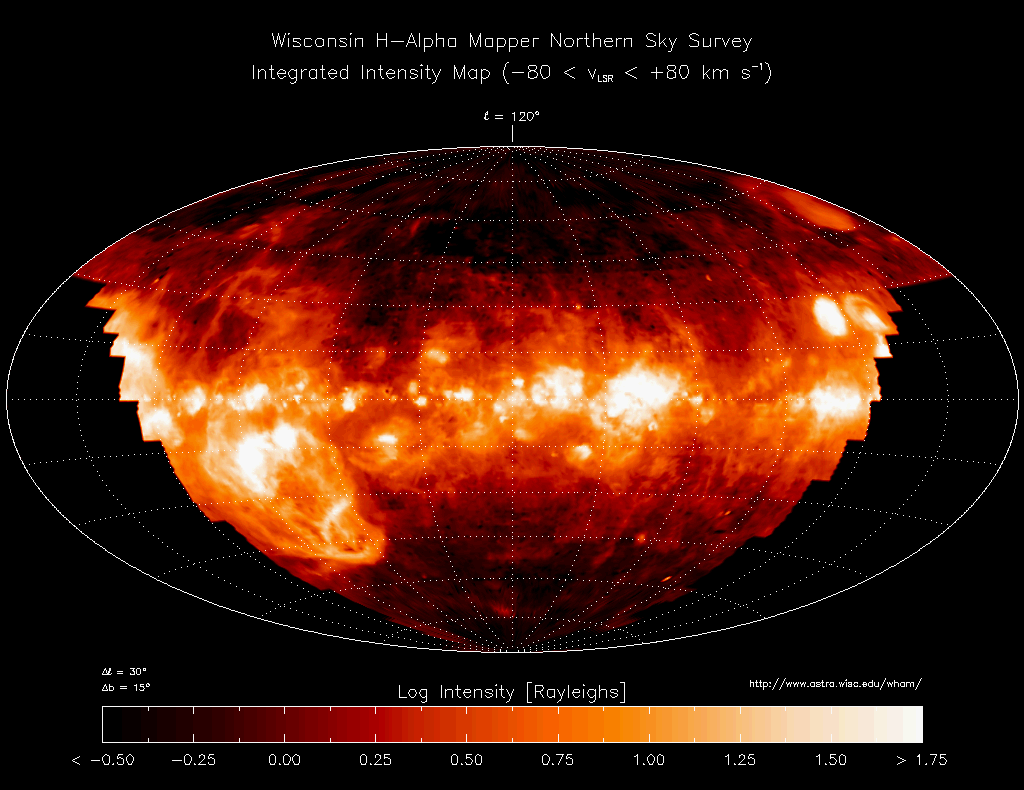
Zdjęcie Drogi Mlecznej (Wisconsin H-Alpha Mapper Survey)

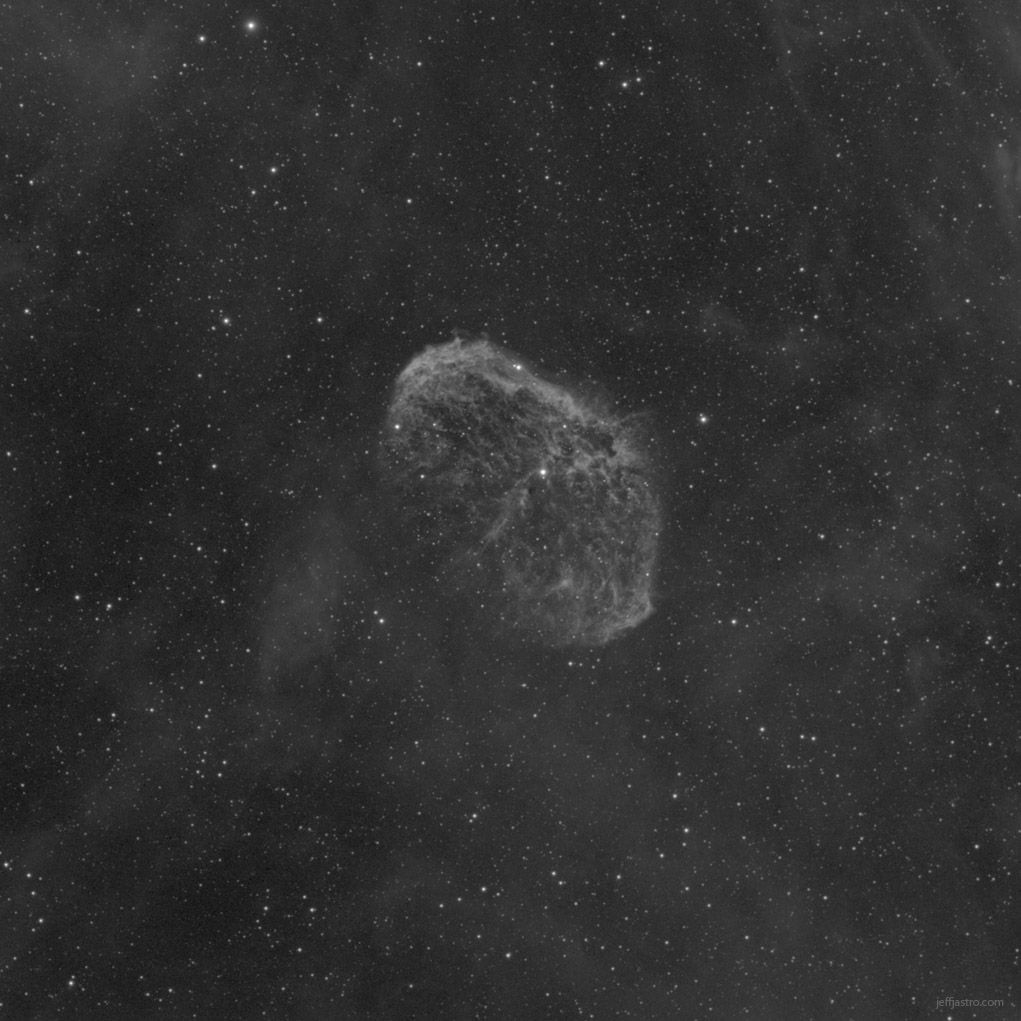
Amatorski obraz NGC 6888, zrobiony przy użyciu filtru H-alfa (3nm)

Filtr h-alfa jest filtrem optycznym, zaprojektowanym w celu transmitowania wąskiego pasma światła, które generalnie skupione jest na długości fali H-alfa. Charakteryzują się one szerokością pasma, którym mierzy się szerokość pasma transmitowanej fali. Filtry te mogą być filtrami dichroicznymi wytwarzane przez wielokrotne (~ 50) warstwy osadzane próżniowo. Warstwy te są wybierane do wywarcia efektów interferencji, które odfiltrowują wszystkie fale z wyjątkiem tych, należących do wymaganego pasma.
Izolowane filtry dichroiczne H-alfa są użyteczne w astrofotografii oraz w celu zmniejszenia skutków zanieczyszczenia świetlnego. Nie posiadają one wystarczająco wąskiego pasma do obserwacji atmosfery Słońca.
Do obserwacji Słońca, znacznie węższe pasmo filtra może być wykonane z trzech części:
- z tzw. „filtra do odrzucania energii”, będącego przeważnie kawałkiem czerwonego szkła pochłaniającego większość niepożądanych fal;
- z etalonu Fabry’ego–Pérota, który transmituje kilka długości fali, z czego jedną centralnie na linii emisji H-alfa,
- z „filtru blokującego” – czyli z filtru dichroicznego, który transmituje linię H-alfa, jednocześnie zatrzymując inne długości fal, które nie zostały przechwycone przez etalon.

Dzięki takiej kombinacji, przepuszczona zostanie jedynie grupa fal świetlnych krótkiej długości (<0,1 nm), skupionych w środku linii emisyjnej H-alfa.
Fizyczne właściwości etalonu i zakłóceniowych filtrów dichroicznych zasadniczo są takie same (bazując na konstruktywnej/destruktywnej interferencji światła, odbijającego się między powierzchniami), jednak różnią się sposobem wykonania (dichroiczny filtr zakłóceń polega na interferencji odbić wewnętrznych, natomiast etalon ma stosunkowo dużą szczelinę powietrzną). Ze względu na duże prędkości, które czasami są powiązane ze zjawiskami widocznymi w świetle H-alfa (takich jak szybko poruszające się protuberancje lub wyrzuty), słoneczne etalony H-alfa mogą być często strojone (poprzez przechyły/zmiany temperatury), aby zwalczyć towarzyszący efekt Dopplera.
W komercyjnie dostępnych filtrach H-alfa do amatorskich obserwacji Słońca pasma zazwyczaj określone są w Angstremach i przeważnie mają wartość 0,7 A (0,07 nm). Przy użyciu drugiego etalonu, wartość ta może być zmniejszona do 0,5 A, co prowadzi do ulepszonego kontrastu szczegółów obserwowanych na tarczy słonecznej.
Jeszcze węższe pasmo filtra może być wykonane za pomocą tzw. filtru Lyot'a.